# Paramixogaster icariiformis
Paramixogaster icariiformis är en tvåvingeart som beskrevs av Henry Maurice Pendlebury 1927. Paramixogaster icariiformis ingår i släktet Paramixogaster och familjen blomflugor. Inga underarter finns listade i Catalogue of Life.